# Diego Torres
Diego Torres (* 9. března 1971 Buenos Aires, Argentina), rodným jménem Diego Antonio Caccia, je argentinský zpěvák, skladatel a herec. Je synem zpěvačky Lolity Torres.
Svoji hudební i hereckou kariéru zahájil na konci 80. let 20. století. Roku 1989 založil skupinu La Marca, která fungovala dva roky, ve stejné době se objevil v prvních filmech a seriálech, začal hrát také v divadle. V letech 1991–1993 působil v hlavní roli v seriálu La banda del Golden Rocket. V roce 1992 vydal eponymní debutové album, jeho další desky vycházely ve dvou- až tříletých intervalech. Dvě jeho alba byla v letech 2003 a 2005 nominována na cenu Grammy. Ústřední roli hrál ve filmech La venganza (1999) a Extraños en la noche (2012), další významné role ztvárnil například ve snímcích Papeles en el viento (2015) a Re loca (2018). V letech 2013–2014 hrál v seriálu Los vecinos en guerra.